# Flaithbertach mac Loingsig
Flaithbertach mac Loingsig (siglo VIII-765) fue un Rey Supremo de Irlanda. Era un miembro de los Cenél Conaill, una rama de los Uí Néill del norte. Era hijo de Loingsech mac Óengusso (m. 703), un rey supremo anterior. Gobernó de 728 a 734.
Se considera que se hizo con el título de Rey Supremo de Irlanda tras su victoria sobre el anterior rey, Cináed mac Írgalaig de Síl nÁedo Sláine, en la batalla de Druim Corcain en 728 dónde murió Cináed.
Durante gran parte de su reinado, la corona le fue disputada por su rival, Áed Allán de los Cenél nEógain. El objetivo de Áed era la conquista de Mag nÍtha, una llanura en el valle del río Finn que conecta los territorios de Cenél Conaill. Antes de convertirse en rey supremo luchó contra su rival en la Batalla de Druim Fornocht en 727. En 732 Flaithbertach fue derrotado por Áed en una batalla en la que murió su primo Flann Gohan mac Congaile. Otro encuentro ocurrió en 733 en una batalla luchada en Mag nÍtha en la que perdió la vida otro primo suyo, Conaing mac Congaile. En 734 tuvo lugar otro choque en Mag nÍtha.
Estas derrotas llevaron a Flaithbertach a pedir la ayuda naval de los hombres de Dál Riata pero su flota fue destruida en la boca del Bann en 734. Los Anales de los cuatro maestros declaran que los Scots llegaron para ayudar a las tropas de Flaithbertach que habían quedado cortadas por enemigo y que los Ulaid y los Cianachta Glenn Geimin era aliados de Áed en esta batalla.
Después de esta serie de batallas Flaithbertach fue depuesto, o abdicó, y entró en el monasterio en Armagh donde murió en 765.
Flaithbertach fue el último miembro del Cenél Conaill en ser considerado como Rey Supremo de Irlanda, pese a que Ruaidrí ua Canannáin (d. 950) está considerado tal por una minoría de fuentes. Entre los hijos de Flaithbertach se cuentan: Áed Muinderg (m. 747) llamado Rey del norte; Loingsech mac Flaithbertaig (m. 754) y Murchad mac Flaithbertaig (m. 767) llamados jefes del Cenél Conaill. Su hija Dunlaith ingen Flaithbertaig (m. 798) se casó con el rey supremo Niall Frossach (m. 778).